# Janusz Edward Kasperczyk
Janusz Edward Kasperczyk (ur. 15 grudnia 1954 w Siemianowicach Śląskich) – polski naukowiec, chemik specjalizujący się w chemii polimerów.
Pracuje jako profesor zwyczajny w Centrum Materiałów Polimerowych i Węglowych Polskiej Akademii Nauk, jest tam członkiem Rady Naukowej.
Pracuje także jako profesor nadzwyczajny w Śląskim Uniwersytecie Medycznym w Katowicach, w Katedrze i Zakładzie Biofarmacji Wydziału Farmaceutycznego z Oddziałem Medycyny Laboratoryjnej.

## Życiorys
W roku 1973 ukończył V Liceum Ogólnokształcące im. Władysława Broniewskiego w Katowicach.
W roku 1985 uzyskał stopień doktora nauk chemicznych.
W roku 2001 uzyskał stopień doktora habilitowanego nauk chemicznych w zakresie chemii, specjalność: chemia i technologia polimerów.
W 3 marca 2010 roku prezydent Lech Kaczyński wręczył mu nominacje profesorską w dziedzinie nauk farmaceutycznych.

## Odznaczenia
- Złoty Krzyż Zasługi (2014)[9]

## Wybrane publikacje
- 2011, The polymerization mechanism of lactide initiated with zinc (II) acetylacetonate monohydrate, Polymer, vol. 52, nr 23, Malgorzata Pastusiak, Piotr Dobrzynski, Bozena Kaczmarczyk, Janusz Kasperczyk, Anna Smola | Artykuł
- 2011, NMR analysis of the chain microstructure of biodegradable terpolymers with shape memory properties, European polymer j., vol. 47, nr 6, Katarzyna Gebarowska, Janusz Kasperczyk, Piotr Dobrzynski, Mariastella Scandola, Elisa Zini, Suming Li | Artykuł
- 2011, Controlled poly(l-lactide-co-trimethylene carbonate) delivery system of cyclosporine A and rapamycine – the effect of copolymer chain microstructure on drug release rate, International Journal of Pharmaceutics, vol. 414, nr 1-2, Katarzyna Jelonek, Janusz Kasperczyk, Suming Li, Piotr Dobrzynski, Bozena Jarzabek | Artykuł
- 2010, Zastosowanie kolagenu w technologii postaci leku: osiągnięcia i perspektywy, Chemik, vol. l. 64, A. Turek, J. Kasperczyk, Z. Dzierżewicz | Artykuł
- 2010, Biodegradowalne polimery z pamięcią kształtu, Chemik, vol. l. 63, A. Jaros, A. Smola, J. Kasperczyk, P. Dobrzyński | Artykuł
- 2009, Wpływ budowy dwuwarstwowych biodegradowalnych systemów polimerowych na proces uwalniania cyklosporyny A., Inżynieria Biomateriałów, Engineering of Biomaterials, Katarzyna Jelonek, Janusz E. Kasperczyk, Piotr Dobrzyński, Bożena Jarząbek, Barbara Klenczar, Michał Sobota | Artykuł
- 2009, Nowe spojrzenie na możliwości terapeutyczne simwastatyny., Farmaceutyczny Przegląd Naukowy, Edyta Kokoszka, Piotr Paduszyński, Zofia Dzierżewicz, Janusz E. Kasperczyk | Artykuł
- 2009, Nowe semikrystaliczne bioresorbowalne materiały z pamięcią kształtu, Engineering of Biomaterials / Inżynieria Materiałowa, A. Smola, Piotr Konrad Dobrzyński, M. Pastusiak, Michał Sobota, Janusz Edward Kasperczyk | Artykuł